# تاريخ وأقاليم الجزائر منذ العصور القديمة
1962 ميلاديا

## نبذة عن تاريخ الجزائر
دلت الآثار التي تم اكتشافها بولايات مستغانم وتبسة (بئر العاتر) وقسنطينة (مشتى العربي) على أن الجزائر كانت آهلة بالسكان قبل 500 000 عام. ومع بداية الفترة الألفية الأولى قبل الميلاد، انتظم سكان المنطقة في قبائل استغلت الأراضي والمراعي جماعيًا، وكونت إمارات مثلت المراحل الفينقية الأولى. ثم تأسست الدولة الجزائرية الأولى في القرن الثالث قبل الميلاد بقيادة سيفاكس ثم ماسينيسا، وكانت الحروب البونية قد بدأت بين روما وقرطاج في ذلك الوقت. وقد فتح سقوط قرطاج عام 146 ق.م الطريق أمام روما للتوسع خاصة وأنها كانت لا تستطيع تحمل وجود دولة قوية مستقلة وموحدة كالتي تركها ماسينيسا. وقد ساعد تفتت الدولة النوميدية وانقسامها بين الحلفاء المتنافسين روما لاحتلال نوميديا رغم المقاومة الطويلة التي أبداها يوغرطة (يوجورثا) وجوبا الأول، وكان ذلك في عام 25 ق.م. لم يهادن شعب نوميديا الاحتلال لفترة خمسة قرون، وفشلت روما في التوغل أكثر من 150كم من ساحل نوميديا، رغم قوتها في الفترة البيزنطية، وتمكنها من طرد الوندال في عهد جستنيان حتى انحنت أمام الفتح الإسلامي.
```
العهد الأموي
 وفي مطلع 
العهد العباسي
. لكن استقلال الأندلس عن بني العباس، ولجوء أصحاب المذاهب المناوئة لهم إلى الشمال الإفريقي، فتح الباب لظهور دويلات مستقلة في تلك الربوع النائية عن مركز الخلافة، وقد عرف تاريخ الجزائر في فترة ما بين منتصف القرن الثاني ومطلع القرن العاشر الهجري (آخر القرن التاسع إلى مطلع القرن السادس عشر الميلادي) بوقوعه تحت حكم دويلات مستقلة بالمغرب.
```

### ذكر حوادث في سنة537هجرية
- حصر الفرنج طرابلس الغرب

وفي هذه السنة سارت مراكب الفرنج (فرنجة) من صقلية إلى طرابلس الغرب فحصروها، وسبب ذلك أن أهلها في أيام الأمير الحسن صاحب إفريقية، لم يدخلوا يداً في طاعته، ولم يزالوا مخالفين مشاقين له، قد قدموا عليهم من بني مطروح مشايخ يدبرن أمرهم، فلما رآهم ملك صقيلية كذلك جهز إليهم جيشاً في البحر، فوصلوا إليهم تاسع ذي الحجة، فنازلوا البلد وقاتلوه، وعلقوا الكلاليب في سوره ونقبوه.
فلما كان الغد وصل جماعة من العرب نجدة لأهل البلد، فقوي أهل طرابلس فيهم، فخرجوا إلى الأسطولية، فحملوا عليهم حملة منكرة، فانهزموا هزيمة فاحشة، وقتل منهم خلق كثير، ولحق الباقون بالأسطول، وتركوا الأسلحة والأثقال والدواب، فنهبها العرب وأهل البلد. ورجع الفرنج إلى صقيلية، فجددوا أسلحتهم وعادوا إلى المغرب، فوصلوا إلى جيجل، فلما رآهم أهل البلد هربوا إلى البراري والجبال، فدخلها الفرنج وسبوا من أدركوا فيها وهدموها، وأحرقوا القصر الذي بناه يحيى بن عبد العزيز بن حماد للنزهة ثم عادوا.

### اقاليم المغرب والأندلس في ذلك العهد
- أولًا: المدن العامرة على الساحل

وأول حد بلاد إفريقية والمغرب مدينة أنطابلس المذكورة، المدعوة بـ برقة. بناها الروم فكانت حاضرة لتلك البلاد ومجتمعًا لأهلها. افتتحها المسلمون في أيام أمير المؤمنين عمر بن الخطاب -رضي الله عنه-؛ ومنها كان ابتداء فتح المغرب؛ ومن هذه المدينة -أعني أنطابلس- إلى مدينة طرابلس المغرب، قريب من خمس وعشرين مرحلة.
- اتصال العمران بين الإسكندرية والقيروان

وما بين الإسكندرية وطرابلس المغرب، خمس وأربعون مرحلة (المرحلة:40.320كم)؛ وكانت العمارة متصلة من مدينة الإسكندرية إلى مدينة القيروان، تمشي فيها القوافل ليلاً ونهاراً. وكان فيما بين الإسكندرية وطرابلس المغرب حصون متقاربة جدًّا، فإذا ظهر في البحر عدو نور كل حصن للحصن الذي يليه، واتصل التنوير؛ فينتهي خبر العدو من طرابلس إلى الإسكندرية، أو من الإسكندرية إلى طرابلس، في ثلاث ساعات أو أربع ساعات من الليل؛ فيأخذ الناس أهبتهم ويحذرون عدوهم؛ لم يزل هذا معروفًا من أمر هذه البلاد إلى أن خربت الأعراب تلك الحصون ونفت عنها أهلها أيام خلى بنو عبيد بينهم وبين الطريق إلى المغرب -وذلك في حدود سنة 440- حين تغير ما بينهم وبين المعز بن باديس الصنهاجي، وقطع الدعاء لهم على المنابر، ودعا لبني العباس؛ فاستولى الخراب عليها إلى وقتنا هذا. واستوطنتها الأعراب من سليم بن منصور بن عكرمة بن خَصْفة بن قيس عيلان بن مضر بن نِزَار بن معد بن عدنان وغيرهم، فهم اليوم بها، وآثار المدن والحصون باقية إلى اليوم.
ومدينة أنطابلس هذه خراب، لم يبق منها إلا آثارها؛ وفيما بين برقة وطرابلس حصن يسمى طُلْمَيْثة، بالقرب منه معدن كبريت. فأما مدينة طرابلس فلم تزل معمورة إلى هذا الوقت، وهي أول مملكة المصامدة، وقد استولى عليها في مدة ملكهم وفي ملك أبي يعقوب منهم، المملوك قَرَاقُش المتقدم ذكره في ترجمة أبي يوسف، ثم أخرجه منها المصامدة، واستولى عليها أيضًا يحيى بن غانية، وعلى كثير من إفريقية حسبما تقدم تلخيصه، ثم أخرجه عنها أيضًا المصامدة، فهي في ملكهم إلى وقتنا هذا، وهو سنة 621.
- بلاد إفريقية الساحلية

فحد بلاد إفريقية مما يلي المشرق، مدينة أنطابلس المذكورة، وحدها مما يلي المغرب، المدينة المعروفة بـ قسطنطينة الهواء، سميت بذلك لإفراط علوها وشدة منعتها؛ ومسافة ما بين أنطابلس وقسطنطينة المغرب قريبة من خمس وخمسين مرحلة، فهذا حد إفريقية طولاً؛ وعرضها يختلف بحسب مزاحمة الصحراء العمارة ومباعدتها؛ وسميت إفريقية بذلك لنزول إفريقش من ولد حام بن نوح بها. وإفريقش هذا هو أبو البربر، فالبربر كلهم من ولد حام بن نوح، خلا صنهاجة، فإنهم يرجعون إلى حمير؛ هذا كله قول أبي جعفر محمد بن جرير الطبري في تاريخه، من لدن ذكر إفريقش إلى ذكر صنهاجة.
فأول مدن إفريقية المعمورة، طرابلس المغرب المتقدم ذكرها، ومنها إلى مدينة تسمى: قابس، عشر مراحل. وقابس هذه على ساحل البحر الرومي؛ وكذلك طرابلس. وتنصبُّ إلى قابس هذه أنهار من بعض تلك الجبال التي تليها، فهي بذلك أخصب بلاد إفريقية وأوسعها فواكه وأعنابًا. ومن قابس هذه إلى مدينة صغيرة على الساحل أيضًا تسمى صفاقس؛ أربع مراحل؛ ومن سفاقس إلى مهدية بني عبيد، ثلاث مراحل. وقد تقدمت صفة المهدية في أخبار أبي محمد عبد المؤمن بن علي. وبظاهر المهدية المذكورة وقريب منها جدًّا، مدينة تدعى زُوَيْلة؛ بناها بنو عبيد حين بنوا المهدية؛ فاختصوا المهدية لأنفسهم وحشمهم وأعيان جندهم ووجوه قوادهم؛ وأسكنوا زويلة هذه سائر الناس من الرعية والسودان وأراذل كتامة وغيرهم من أتباعهم. ولما ارتحل المعز إلى مصر بعد أن افتتحها على يدي خادمه جَوْهَر؛ ارتحلت معه طائفة كبيرة من أهل زويلة هذه؛ فإليهم ينسب الباب والحارة التي بالقاهرة اليوم. ومن مهدية بني عبيد إلى مدينة تسمى سوسة (تونس) -وإليها تنسب الثياب السوسية- مرحلتان؛ ومن سوسة إلى مدينة تونس، ثلاث مراحل. ولم تكن تونس هذه في قدم الدهر على أيام الإفرنج مدينة، وإنما بنيت في أول الإسلام، بناها عقبة بن نافع الفهري لمصلحة رآها؛ وإنما كانت المدينة الكبرى مدينة على الساحل هناك تسمى قرطاجة، بينها وبين تونس نحو من أربعة فراسخ (الفرسخ:5.40كم).
- شأن مدينة قَرْطَاجَة في القديم

وهذه المدينة -أعني قرطاجة- هي كانت حاضرة إفريقية أيام الروم، وهي مدينة عظيمة، ظهر فيها من قوتهم وشدة طاعة رعيتهم لهم وفرط جبروتهم ما يعجب منه من تأمله، ويعتبر فيه من وقف عليه؛ وذلك أنهم جلبوا إليها المياه من بعد شديد، وتحيلوا على ذلك بغرائب من الحيل يعجز عن أيسرها جميع من في هذا العصر. وكانوا يضاهون بها مدينة القسطنطينية العظمى، المنسوبة إلى قسطنطين بن هيلان ملك الإفرنج. ثم لما افتتح المسلمون إفريقية في أيام عثمان بن عفان -رضى الله عنه-، خربوا هذه المدينة المذكورة، واتخذوا مدينة القيروان دار ملكهم ومقر ولاتهم ومجتمع جندهم ومركز جيوشهم, وأسسوا على ساحل البحر مدينة تونس المذكورة. وكان هناك قبل ذلك دير معظم عند الروم يزورونه من أقاصي بلادهم، فهدمه المسلمون وبنوه مسجدًا، وسموا المدينة تونس، باسم الراهب الذي كان في ذلك الدير؛ فما زالت تونس معمورة إلى وقتنا هذا.
ولما خربت مدينة القيروان إلى ما سيأتي الإيماء إليه، صارت مدينة تونس حاضرة إفريقية ومقر ولاتها وموضع مخاطبة أولي الأمر منها؛ وكل ما بتونس من جيد الرخام وخالص المرمر فمن مدينة قرطاجة المذكورة.
ومن مدينة تونس هذه إلى مدينة صغيرة على ساحل البحر تدعى بونة -ومعنى هذه اللفظة بلسان الإفرنج: جيدة- ست مراحل. وفيما بين تونس وبونة بليدة صغيرة تسمى بني زَرْت، بينها وبين تونس يوم تام في البر للمُجِدِّ. ولبني زرت، هذه شأن غريب، وذلك أنه يخرج في بحرها كلما طلع هلال، نوع من السمك لم يكن في الشهر الذي قبل ذلك؛ هذا متواتر عند أهلها لا يختلف فيه منهم أحد. والمتفطنون من الصيادين يعرفون الشهور باختلاف السمك عليهم وإن لم يروا الأهلة. وهذا منسوب إلى الطِّلسمات، اعتنى به من عُني بخدمة القمر. ومن مدينة بونة إلى مدينة قسطنطينة التي هي أحد حدَّيْ إفريقية، خمس مراحل؛ وقسطنطينة بينها وبين البحر مرحلتان أو أكثر من ذلك قليلاً.
هذا ما على ساحل البحر أو قريب منه من مدن إفريقية. وبها مما يلي الصحراء مدن أنا ذاكرها إن شاء الله تعالى إذا فرغت مما على ساحل البحر من بلاد المغرب.
- بلاد المغرب الساحلية

ومن قسطنطينة المغرب إلى بجاية، خمس مراحل على الرفق؛ وبجاية هذه هي دار ملك بني حماد الصنهاجيين الذين تنتسب قلعة بني حماد إليهم. وكانوا يملكون من قسطنطينة المغرب إلى موضع يعرف بـ سِيوسِيرات، وقد تقدم هذا الموضع، بينه وبين بجاية قريب من تسع مراحل.
لم يزل بنو حماد يملكون بجاية وجهاتها إلى أن أخرجهم عنها في ولاية يحيى منهم، أبو محمد عبد المؤمن بن علي حسبما سبق.
ومن مدينة بجاية إلى مدينة صغيرة تدعى الجزائر (مدينة) -وتنسب إلى قوم يقال لهم: بنو مرغنة- قريب من أربع مراحل. وهذه المدينة على ساحل البحر الرومي؛ وكذلك مدينة بجاية. ومن الجزائر هذه إلى مدينة صغيرة تسمى تَنَس أربع مراحل؛ ومن مدينة تنس (ولاية الشلف) إلى مدينة وهران سبع مراحل؛ ومن مدينة وهران إلى مدينة سبتة على التقريب ثماني عشرة مرحلة.
- ضيق البحر بين المغرب والأندلس

وبساحل سبتة هذه يلتقي البحران؛ بحر مانطس الذي هو بحر الروم، وبحر أقيانس الذي هو البحر الأعظم؛ وهذا أول الخليج المعروف بالزقاق.
وسعة البحر فيما بين سبتة والأندلس ثمانية عشر ميلاً؛ ثم لا يزال يضيق إلى أن ينتهي ذلك من عدوة البربر إلى موضع يدعى قصر مصمودة، بينه وبين سبتة نصف يوم. ومن جزيرة الأندلس إلى موضع يدعى جزيرة طريف، مقابلاً لقصر مصمودة المذكور؛ فأضيق ما يكون البحر هنالك، وسعته فيما بين هذين الموضعين اثنا عشر ميلاً؛ ترى رمال كل واحد من الشطين من الآخر في كل وقت من أوقات النهار. وقد ذكر المؤرخون أن الروم بنت في قديم الدهر قنطرة على هذا الخليج، ثم طغت المياه فغطتها؛ فيذكر قوم من أهل جزيرة طريف أنهم يرونها أوان سكون البحر وهدوئه حين تصفو المياه.
ومن مدينة سبتة إلى مدينة طنجة يوم تام في البر. وطنجة هذه آخر الخليج الذي به يلتقي البحران، وهي على ساحل البحر الأعظم الذي لا عمارة وراءه، وهو المعروف عندنا بالبحر المحيط، المتصل ببحر الهند والحبشة. وطنجة هذه آخر بلد بالمغرب المحقق؛ وما بعدها من البلاد فإنما هو في الجنوب، كمدينة سلا، ومدينة مراكش, ثم لا يزال دائرًا في الجنوب إلى أن يأتي بلاد الحبشة والهند.
فأول بلاد المغرب مما على ساحل البحر الرومي، مدينة أنطابلس المعروفة بـ برقة؛ وآخرها مما على ساحل البحر الأعظم مدينة طنجة؛ ومسافة ما بين ذلك على التقريب ست وتسعون مرحلة؛ فهذا ذكر المدن التي على ساحل البحر من بلاد المغرب.
- ثانيًا: البلاد التي ليست على ساحل

ثم نعود إلى ذكر ما ليس على الساحل من مدن إفريقية والمغرب، فنقول:
- بلاد إفريقية

من مدينة قابس المتقدم ذكرها إلى مدينة تسمى قفصة، ثلاث مراحل؛ ومن مدينة قفصة إلى مدينة تَوْزَر، أربع مراحل.
وتوزر هذه هي حاضرة بلاد الجريد وأم قراها. وبلاد الجريد التي يقع عليها هذا الاسم تنقسم قسمين: قسم يسمى قَسْطِيلِيَّة، وهذا الاسم يقع على توزر وأعمالها؛ وقسم يسمى الزاب، وهذا الاسم أيضًا يقع على مدينة بِسْكَره وأعمالها.
ومن مدينة توزر إلى مدينة بسكرة، أربع مراحل؛ وبالقرب من مدينة بسكرة مدينة صغيرة تسمى تقاوس، بينها وبينها مرحلتان؛ فهذه المدن التي تلي الصحراء من بلاد إفريقية، ويتخللها قرى كثيرة لم نذكرها لصغرها.
- شأن القيروان في قديم الزمان

وفيما بين مدينة تونس (مدينة) وتوزر، مدينة القيروان المشهورة؛ منها إلى الساحل ثلاث مراحل؛ وهي كانت -أعني القيروان- دار ملك المسلمين بإفريقية منذ الفتح؛ لم يزل الخلفاء من بني أمية وبني العباس يولون عليها الأمراء من قِبَلهم، إلى أن اضطرب أمر بني العباس واستبدَّ الأغالبة بملك إفريقية بعض الاستبداد وهم بنو أَغْلَبَ بن محمد بن إبراهيم بن أغلب التميميون؛ فاتخذوا القيروان دار ملكهم؛ فلم يزالوا بها إلى أن أخرجهم عنها بنو عبيد وملكوها أيام كونهم بإفريقية؛ ثم ولوا عليها حين ارتحلوا إلى مصر زيري بن مناد الصنهاجي، فلم يزل زيري وبنوه ملوكًا عليها، إلى أن كان آخرهم الذي أخرجه العرب عنها، تميم بن المعز بن باديس بن منصور بن بُلُجَّين بن زيري بن مَنَاد المذكور؛ فانتهبتها الأعراب وخربتها، فهي كذلك خراب إلى اليوم، فيها عمارة قليلة يسكنها الفلاحون وأرباب البادية.
وكانت القيروان هذه في قديم الزمان -منذ الفتح إلى أن خربتها الأعراب- دار العلم بالمغرب؛ إليها ينسب أكابر علمائه، وإليها كانت رحلة أهله في طلب العلم. وقد ألف الناس في أخبار القيروان ومناقبه وذكر علمائه ومن كان به من الزهاد والصالحين والفضلاء المتبتلين، كتبًا مشهورة؛ ككتاب أبي محمد بن عفيف، وكتاب ابن زيادة الله الطُّبْني، وغيرهما من الكتب. فلما استولى عليها الخراب -كما ذكرنا- تفرق أهلها في كل وجه؛ فمنهم من قصد بلاد مصر، ومنهم من قصد صقلية والأندلس. وقصدت منهم طائفة عظيمة أقصى المغرب، فنزلوا مدينة فاس، فعقبهم بها إلى اليوم.
فهذه نبذة من أخبار إفريقية، وفيها مدن كثيرة قد خربت لا أعرف أسماءها؛ لقلة معرفتي بتفاصيل أحوال إفريقية؛ لأني لم أدخل منها إلا مدينة تونس خاصة، أتيتها في البحر من الأندلس، وذلك سنة 614؛ وإنما نقلت ما نقلته من أخبارها حسب المستفيض من السماع.
وفي خراب القيروان -على ما تقدم- يقول أبو عبد الله محمد بن أبي سعيد بن شرف الجذامي: من الطويل

| ترى سيئات القيروان تعاظمت  |  | فجَلَّت عن الغفران, والله غافرُ!   |
| تراها أصيبت بالكبائر وحدها |  | ألم تك قِدْمًا في البلاد الكبائرُ؟ |

- بلاد المغرب

فقسطنطينة آخر بلاد إفريقية، ما يلي البحر منها وما يلي الصحراء. وما بعد قسطنطينة فهو من المغرب غير إفريقية؛ فأول ذلك بليدة صغيرة قبلي بجاية في البر، تسمى ميلة، بينها وبين بجاية ثلاث مراحل، ومن بجاية إلى قلعة بني حماد أربع مراحل؛ وهي أيضًا -أعني القلعة- قبلي بجاية.
- طريق السُّفَّار من بجاية إلى مراكش

وها أنا أذكر طريق السفار من بجاية إلى مراكش؛ فمن بجاية إلى مدينة تلمسان عشرون مرحلة، وفيما بين ذلك بُلَيدات صغار كمليانة، ومازونة، ووهران -وقد ذكرناها في بلاد الساحل- وبين مدينة تلمسان وبين البحر أربعون ميلًا؛ وذلك يوم للمجد؛ ومن مدينة تلمسان إلى مدينة فاس عشر مراحل، سبع منها إلى المدينة التي تدعى رباط تازا، وثلاث إلى فاس؛ وقبلي مدينة تلمسان في الصحراء، مدينة سجلماسة، منها إلى تلمسان عشر مراحل؛ وهذه المدينة -أعني سجلماسة- متوسطة في الصحراء، مسافة ما بينها وبين تلمسان وفاس ومراكش، على حد سواء؛ فمن حيث قصدت إليها من أحد هذه البلاد، كان ذلك مسافة عشر مراحل.
- تعريف بمدينة فاس

ومدينة فاس هذه هي حاضرة المغرب في وقتنا هذا، وموضع العلم منه؛ اجتمع فيها علم القيروان وعلم قرطبة؛ إذ كانت قرطبة حاضرة الأندلس، كما كانت القيروان حاضرة المغرب. فلما اضطرب أمر القيروان -كما ذكرنا- بعَيْثِ العرب فيها، واضطرب أمر قرطبة باختلاف بني أمية بعد موت أبي عامر محمد بن أبي عامر وابنه، رحل من هذه وهذه من كان فيهما من العلماء والفضلاء من كل طبقة؛ فرارًا من الفتنة؛ فنزل أكثرهم مدينة فاس؛ فهي اليوم على غاية الحضارة، وأهلها في غاية الكَيْس ونهاية الظَّرْف، ولغتهم أفصح اللغات في ذلك الإقليم. وما زلت أسمع المشايخ يدعونها بغداد المغرب, وبحق ما قالوا ذلك؛ فإنه ليس بالمغرب شيء من أنواع الظرف واللباقة في كل معنى إلا وهو منسوب إليها وموجود فيها ومأخوذ منها؛ لا يدفع هذا القول أحد من أهل المغرب. ولم يتخذ المصامدة مدينة مراكش وطنًا ولا جعلوها دار مملكة لأنها خير من مدينة فاس في شيء من الأشياء، ولكن لقرب مراكش من جبال المصامدة وصحراء لمتونة؛ فلهذا السبب كانت مراكش كرسي المملكة؛ وإلا فمدينة فاس أحق بذلك منها. وما أظن في الدنيا مدينة كمدينة فاس، أكثر مرافقَ، وأوسع معايشَ، وأخصب جهاتٍ؛ وذلك أنها مدينة يحفها الماء والشجر من جميع جهاتها، وتتخلل الأنهار أكثر دورها زائدًا على نحو من أربعين عينًا ينغلق عليها أبوابها ويحيط بها سورها. وفي داخلها وتحت سورها نحو من ثلاثمائة طاحونة تطحن بالماء. ولا أعلم بالمغرب مدينة لا تحتاج إلى شيء يُجلب إليها من غيرها -إلا ما كان من العطر الهندي- سوى مدينة فاس هذه؛ فإنها لا تحتاج إلى مدينة في شيء مما تدعو إليه الضرورة، بل هي تُوسع البلاد مرافق وتملؤها خيرًا.
ومن مدينة فاس إلى مدينة مِكْنَاسة الزيتون، يوم تام للمجد؛ ومن مكناسة الزيتون إلى مدينة سلا، أربع مراحل.
ومدينة سلا هذه على ساحل البحر الأعظم المسمى أقيانس، وهي في الجنوب كما ذكرنا، ينصب إليها نهر يسمى وادي الرمان، يصب في البحر الأعظم المذكور.
وقد بنى المصامدة على ساحل هذا البحر مما يلي مراكش مدينة عظيمة، سموها رِبَاط الفَتْح، كان الذي اختطها أبو يعقوب يوسف بن عبد المؤمن، وأتمها ابنه يعقوب، وبنى فيها مسجدًا عظيمًا قد تقدم ذكره. وقيل: إنهم إنما بنوها بأمر ابن تومرت إياهم بذلك؛ وذلك أنه قال لهم: تبنون مدينة عظيمة على ساحل هذا البحر -يعني البحر الأعظم- ثم يضطرب أمركم وتنتقض عليكم البلاد حتى ما يبقى بأيديكم إلا هذه المدينة؛ ثم يفتح الله عليكم ويجمع كلمتكم ويعود أمركم كما كان! فلهذا سموها رباط الفتح. وبين هذه المدينة وبين سلا العتيقة، النهر المذكور؛ وقد بنوا عليه قنطرة من ألواح وحجارة يعبر الناس عليها حين يَجْزر النهر، فإذا مَدَّ عبروا في القوارب.
وبين مدينة سلا هذه ومدينة مراكش كرسي المملكة، تسع مراحل؛ فمراكش آخر المدن بالمغرب؛ وكان الذي اختطها ملك لمتونة تاشفين بن علي؛ ثم زاد فيها بعده ابنه يوسف بن تاشفين؛ ثم زاد فيها بعدهما علي بن يوسف بن تاشفين؛ ثم ملكها المصامدة فزادوا فيها حتى جاءت في نهاية الكبر؛ فهي اليوم طولًا وعرضًا قدر أربعة فراسخ -هذا إذا ضمت إليها قصور بني عبد المؤمن- وأجرى المصامدة فيها مياهًا كثيرة لم تكن فيها قبل ذلك، بنوا فيها قصورًا لم يكن مثلها لملك ممن تقدمهم من الملوك؛ فصارت بذلك في نهاية الحسن وغاية الكمال، كما قال الأول: من المديد

| ليس فيها ما يقال له |  | كملت لو أنه كَمُلَا |

- بلاد السوس الأقصى

فمراكش هذه آخر المدن الكبار بالمغرب المشهورة به؛ وليس وراءها مدينة لها ذكر وفيها حضارة، إلا بليدات صغار بسوس الأقصى؛ فمنها مدينة صغيرة تسمى تَارُودَانْت، وهي حاضرة سوس، وإليها يجتمع أهله. ومدينة أيضًا صغيرة تدعى زُجُنْدَر، هي على معدن الفضة، يسكنها الذين يستخرجون ما في ذلك المعدن. وفي بلاد جَزُولة مدينة هي حاضرتهم أيضًا تسمى الكُسْت. وفي بلاد لَمْطة مدينة أخرى هي حاضرتهم أيضًا تسمى نُول لمطة. فهذه المدن التي وراء مراكش, فأما تارودانت وزجندر فدخلتهما وعرفتهما؛ ولم أزل أعرف السفار من التجار وغيرهم، وخاصة إلى مدينة المعدن المعروفة بـ زجندر. وأما مدينة جزولة ومدينة لمطة فلا يسافر إليهما إلا أهلهما خاصة.

### احتلال فرنسا للجزائر سنة 1830ميلادية

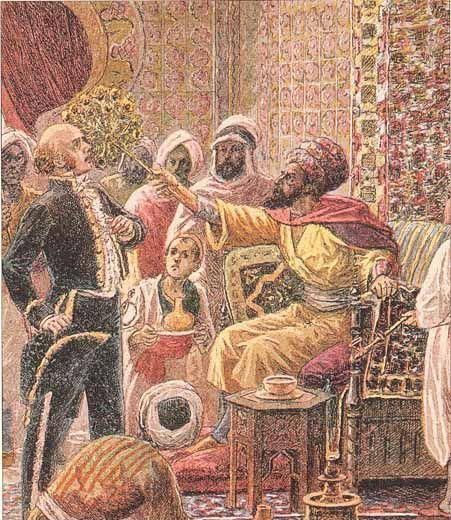
Le coup d eventail 1827

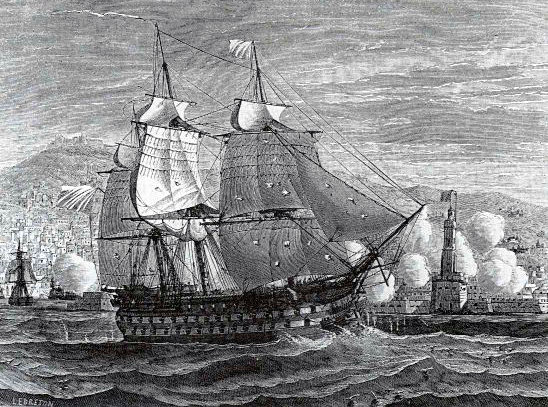
French ship Provence

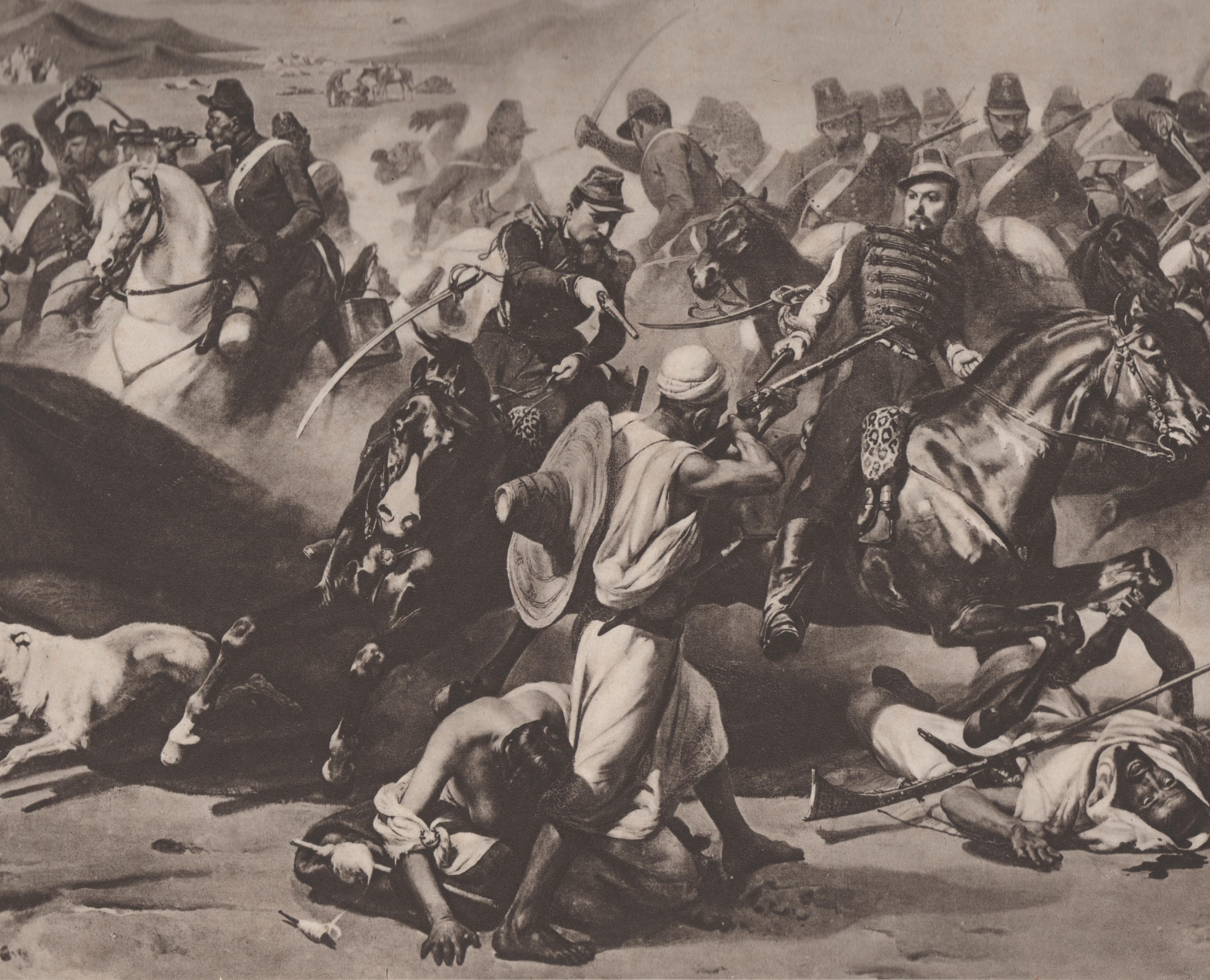
Smala d'abd el kader

جمعت الدول الأوروبية قواها لإرغام الجزائر على التوقف عن تعرضها لسفن تلك الدول، فهاجمت البحريتان البريطانية والهولندية الأسطول الجزائري سنة 1231هـ، 1815م فأصبحت سواحل الجزائر مكشوفة لهجمات الأعداء.
وقد دفعت فرنسا لاحتلال الجزائر عدة أسباب، منها فقدان فرنسا لمستعمراتها خلال حروب نابليون ورغبتها في تكوين إمبراطوريتها من جديد، وقد لقيت في ذلك تأييد دول أوروبا من وجهة نظر صليبية. كما أن الملك الفرنسي شارل العاشر كان يعاني من تفاقم المعارضة الداخلية ضده، فرأى أن يصرف أنظار شعبه إلى الخارج بافتعال الحرب ضد الجزائر ويكسب نصرًا سهلاً. أما السبب المباشر فيكمن في أن فرنسا كانت قد مرت بضائقة اقتصادية شديدة إبان حروب نابليون وعداء الدول الأوروبية لها، فساعدتها الجزائر بأن باعتها حبوبًا بأثمان مؤجلة، وكان التاجران اليهوديان الأخوان بوشناق قد قاما بدور الوساطة في تلك الصفقة، فتآمرا وتلكأت فرنسا في دفع ما عليها، وألح داي الجزائر في الخلاص، فكانت حادثة المروحة التي اتخذتها فرنسا مبررًا لاحتلال الجزائر. لقد ادعت فرنسا أن قنصلها أهين من قِبَل الداي حسين في موكب رسمي، عندما جاء يهنئ هذا الأخير بعيد فطر سنة 1242هـ (28/ 4/1827م) فخاطبه بشأن الدين وغضب لرد ذلك القنصل، فضربه بكشاشة الذباب على وجهه. وجرت أحداث عدة وتهديد من فرنسا للداي بحصار إن لم يقدم اعتذارًا مهينًا عن الواقعة، ورفض الداي تقديم الاعتذار. وأخيرًا شنت حملة بحرية ضخمة على الجزائر، شاركت فيها 503 سفينة تحمل أربعين ألف جندي وثلاثة آلاف مدفع.
أنزلت الحملة الفرنسية قواتها بضاحية سيدي فرج، وهزمت جند الجزائر بعد خمسة أيام من المعارك، فدخلت مدينة الجزائر يوم 14/1/1246هـ (5/7/1830م). لكن سقوط مدينة الجزائر بتلك السهولة لم يؤد إلى خضوع البلاد، وإنما دفعها للسير في اتجاهين متوازيين: اتجاه الفرنسة والإلحاق الذي تبنته السلطات الاستعمارية، واتجاه المقاومة والجهاد الذي التزم به الشعب الجزائري واستمات فيه.
عمدت فرنسا إلى إلحاق الجزائر بها، وعينت عليها حاكمًا عامًا فرنسيًا يرجع بالنظر إلى وزارة الداخلية. وعملت جهدها لفَرْنَسَة البلاد، عن طريق محاولة فَرْنَسَة عرب الجزائر.
من ناحية، وجلب أعداد كبيرة من المهاجرين الأجانب عامة، والفرنسيين خاصة، ليستوطنوا الجزائر من ناحية أخرى. ولما أبدى الجزائريون رفضهم للتفرنس، عملت فرنسا على إبادتهم وتشريدهم ونشر الجهل والفقر بينهم. ومن الأساليب التي اتبعتها لتحقيق تلك الأهداف، محاربة اللغة العربية والدين الإسلامي بغلق الكتاتيب القائمة ومنع انتشار المدارس الأهلية، وفرض اللغة الفرنسية وحدها في التعليم، وبهدم المساجد وتحويل بعضها إلى كنائس (من أبرزها الجامع الكبير بمدينة الجزائر). والاستيلاء على مصادر الثروة، ومن ذلك مصادرة الأراضي الخصبة سواء أكانت ملكيات خاصة أم أراضي أوقاف أم أراضي جماعية للقبائل، لتسلمها إلى المستوطنين الأجانب. وقد فرض دستور سنة 1339هـ، 1920م الجنسية الفرنسية على الجزائريين، وكانت فرنسا بعد صدور هذا الدستور تفرض على الجزائريين واجبات المواطن الفرنسي كالخدمة العسكرية لكنها تحرمهم حقوق المواطنة، وتمارس عليهم تفرقة عنصرية ودينية. وبموجب تلك السياسة ساقت فرنسا عشرات الآلاف من شباب الجزائر إلى جبهات القتال أثناء الحربين العالميتين الأولى (1914 - 1918م) والثانية (1939 - 1945م)، وأجبرتهم على القتال في حروبها الاستعمارية لقمع انتفاضات شعوب المستعمرات الفرنسية في سوريا وإفريقيا والهند الصينية. تمسك الجزائريون بعروبتهم وإسلامهم، وقاوموا مائة واثنين وثلاثين عامًا جنود الاحتلال قدموا فيها ما لا يقل عن مليون من الشهداء حتى أرغموا المستعمر على التسليم.

### المقاومة الجزائرية للإحتلال

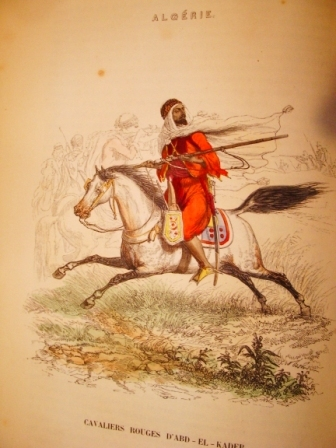
Cavalieres rouges d abd el kader 1854

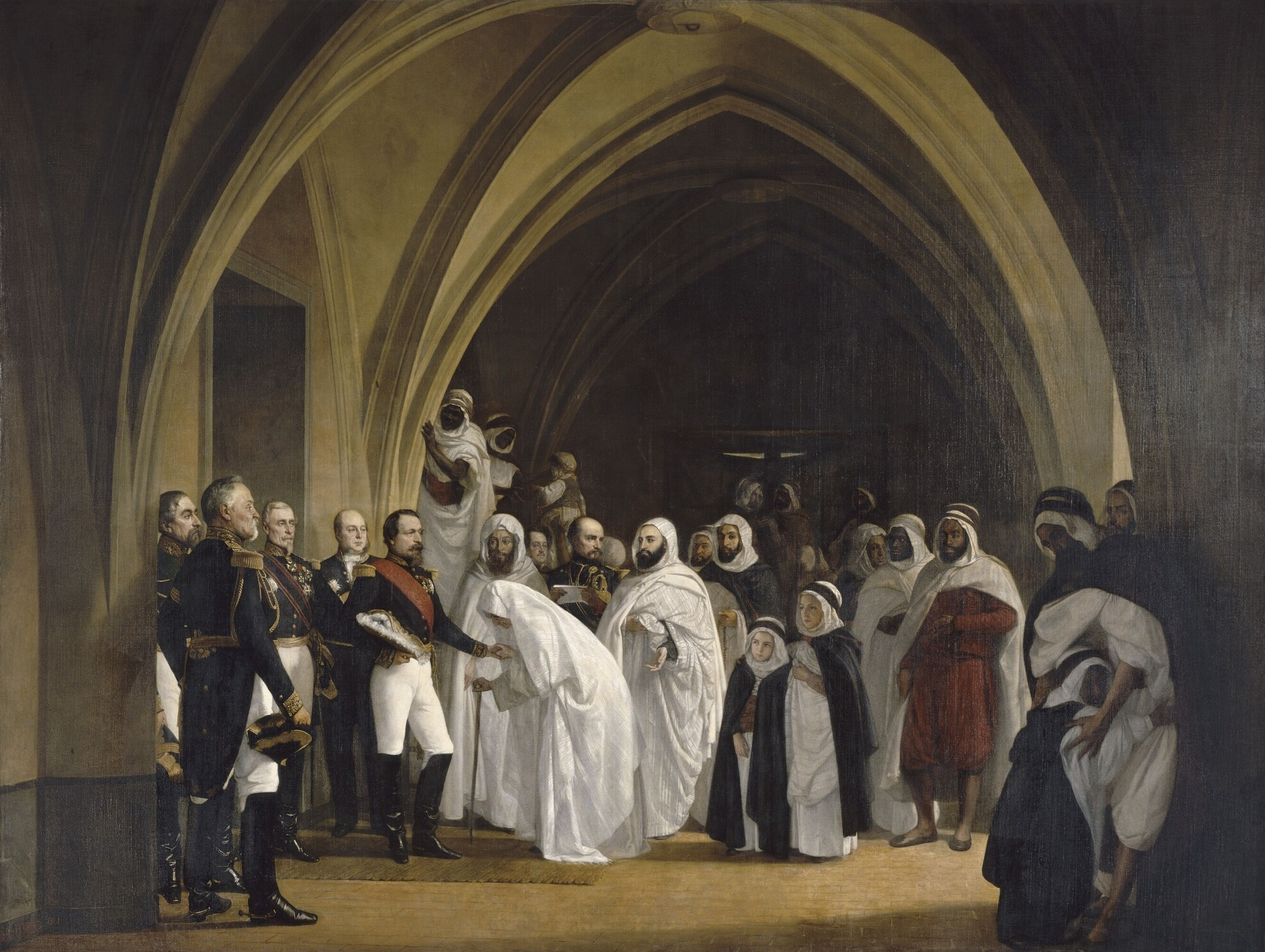
Abd-EL-Kader-And-Napoleon-III

بدأت المقاومة الجزائرية للاحتلال الفرنسي منذ سنة 1246هـ، 1830م أولى سنوات الاحتلال نفسها. وكانت على نوعين: مقاومة رسمية ومقاومة شعبية. وقد بدأ النوع الأول داي الجزائر واستمر بعد سقوط مدينة الجزائر في غرب القطر الجزائري بقيادة حسن باي وهران إلى أواخر 1249هـ، 1833م، وفي شرق القطر بقيادة باي قسنطينة إلى سنة 1253هـ، 1837م. وبدأ النوع الثاني من المقاومة عندما بايعت قبائل منطقة وهران في غرب الجزائر في صيف 1248هـ، 1832م الأمير عبد القادر بن محيي الدين ليقودها في الجهاد ضد الفرنسيين، فقادها في حركة مقاومة استمرت إلى سنة 1260هـ، 1844م. وقد سيطر عبد القادر على ثلثي أراضي الجزائر متخذًا من مدينة معسكر عاصمة له وأنشأ فيها مصانع حربية أيضًا، واستطاع أن يحصر المستعمر الفرنسي على الساحل غير قادر على التوغل إلى عمق البلاد، مما ألجأ هذا الأخير إلى سياسة المكر والمفاوضة، فعقد مع الأمير عبد القادر معاهدتين، واحدة سنة 1250هـ، 1834م وثانية سنة 1253هـ، 1837م، تمكن بينهما الجنرال كلوزل من احتلال مدينة معسكر. ولما عاد القتال بعد المعاهدة الثانية في سنة 1255هـ، 1839م اضطر الأمير إلى الانسحاب إلى المغرب الأقصى للاستنجاد بسلطانه. لكن الفرنسيين أجبروا هذا الأخير على عقد صلح معهم سنة 1260هـ، 1844م التزم بموجبه بإجلاء الأمير عبد القادر، الأمر الذي هيأ لاستسلامه سنة 1261هـ، 1845م وأسره فبقي في الأسر حتى 1301هـ، 1883م.
لم تهدأ القبائل فتتالت الانتفاضات الشعبية، وشن الجنرال راندون حملات انتقامية ضد القبائل الجزائرية مرتكبًا بحقها فظاعات يندى لها جبين الإنسانية. ومن تلك الانتفاضات انتفاضة بني سناسن سنة 1276هـ، 1860م، وانتفاضة أولاد سيدي الشيخ من 1281 إلى 1284هـ (1864 - 1867م)، وانتفاضة المقراني من نهاية 1287هـ إلى أواخر 1288هـ (1871 - 1872م). وقد كانت هذه الانتفاضة الأخيرة من أكثر الانتفاضات خطرًا على فرنسا، لأنها تصادفت مع هزيمة فرنسا أمام ألمانيا سنة 1870م، ودخول القوات الألمانية باريس وقيام انتفاضة الكمونة ضد الحكومة في العاصمة الفرنسية نفسها. وتميزت انتفاضة المقراني بشدتها واتساع رقعتها، ذلك أنها اندلعت شرقي القطر الجزائري فعمت جبال القبائل أولاً وإقليم قسنطينة ثم امتدت حتى أطراف سهل المتيجة غربًا وبسكرة جنوبًا، وأصبحت تسيطر على ثلث أراضي الجزائر. إلا أن عمرها كان قصيرًا، فقد استشهد أبرز زعمائها محمد أحمد المقراني في المعارك الأولى في الحادي عشر من فبراير عام 1871م، مما شتت الأطراف التي شاركت في هذه الانتفاضة ودفعها للمفاوضة من أجل التسليم، رغم أن بومرزاق المقراني، الذي خلف أخاه في زعامة الانتفاضة قد واصل الكفاح المسلح حتى أسرته القوات الفرنسية ومن بقي من أتباعه في شهر ذي القعدة 1288هـ (يناير 1872م). وقد تلت هذه الانتفاضة أكبر محاكمة من نوعها في فترة الاحتلال الفرنسي للجزائر، وكانت أحكامها ذات طابع انتقامي، هدف إلى ردع الوطنيين حتى لا يحدّث أحدٌ نفسه بالانتفاضة مستقبلاً. وقد تمثلت في صدور 6,{{وحدة|000 حكم بالإعدام خفف معظمها فيما بعد إلى الإبعاد إلى جزيرة كاليدونيا الجديدة الفرنسية جنوبي المحيط الهادئ، وشمل ذلك الإبعاد بومرزاق وأسرة الشيخ الحداد. وفرض غرامات مالية باهظة على القبائل التي شاركت في الانتفاضة بلغت 36,5 مليون فرانك ومصادرة 500 ألف هكتار من أراضي تلك القبائل سلمت للمستعمرين. وقد كان لأساليب القمع الوحشية التي واجهت بها السلطات الفرنسية الأهالي أثناء الانتفاضة وبعدها أثر في بث روح اليأس في نفوس الجزائريين؛ فبعد انتفاضة أولاد سيدي الشيخ بزعامة بوعمامة سنة 1298هـ، 1881م، التي أخضعت بعدها فرنسا المناطق الصحراوية وأعلنت ضم واحات المزاب، ساد الهدوء البلاد الجزائرية حتى الحرب العالمية الأولى.

### الحركة الوطنية الجزائرية
تأخر ظهور فكرة الوطنية في الجزائر إلى ما بعد الحرب العالمية الأولى ببضع سنوات. وذلك راجع إلى مدى الضرر الذي لحق بالثقافة العربية، وإلى ضآلة الطبقة المتوسطة بتلك البلاد، نتيجة انتزاع الاستعمار لمصادر الثروة من أيدي سكانها ووضعها بأيدي المستوطنين الأجانب. ومع ذلك فلم تعدم الجزائر بقية من مجتمعها العربي الإسلامي العريق. فظل أفرادها يرنون إلى دار الخلافة على أنها المخلص الطبيعي، ودعوا إلى فكرة الجامعة الإسلامية لمواجهة الاستعمار الأوروبي. وقد تزعم هذه الحركة بالجزائر سنة 1328هـ، 1910م المحامي أحمد بوضربة والصحفي الصادق دندان ورجل المال الحاج عمار. وفي سنة 1330هـ، 1912م قدم أربعة من الشبان الجزائريين، عريضة إلى الحكومة الفرنسية يطالبون فيها برفع القوانين الاستثنائية، والتسوية بين الجزائريين والفرنسيين في الحقوق والواجبات. وكانت هذه هي الخطوة الأولى نحو ما يعرف بسياسة الإدماج. وأثناء الحرب العالمية الأولى جندت فرنسا عشرات الآلاف من الجزائريين، أشركت آلافًا منهم في القتال على الجبهات وأرسلت الآخرين للعمل في المصانع الحربية والمناجم، وأتيح لعدد من الضباط الجزائريين الترقي إلى رتب عالية في الجيش الفرنسي حتى رتبة عقيد. وقد عقد هؤلاء الآمال على مؤتمر فرساي، فتزعموا بعد الحرب، وفي مقدمتهم الأمير خالد الهاشمي بن عبد القادر الجزائري، الدعوة للإصلاح على أساس بقاء الجزائر جزءًا من الأراضي الفرنسية. فألف الأمير ما أسماه بكتلة المنتخبين المسلمين الجزائريين، التي ركزت أهدافها في إصلاح الأحوال الاجتماعية وإيقاف هجرة المستوطنين ومساواة الجزائريين بالفرنسيين في الانتخاب والتمثيل في المجالس بمختلف مستوياتها. وأصدرت الكتلة جريدة الإقدام للمناداة بفكرة الإدماج. بيد أن الأمير تعرض للإبعاد، ولما سمح له بالعودة إلى فرنسا سنة 1336هـ، 1928م، اتصل بوطنيين جزائريين ومغاربة من أجل العمل المشترك على مستوى المغرب العربي. وهي الفكرة نفسها التي نادى بها من قبل الزعيم التونسي عبد العزيز الثعالبي ذو الأصل الجزائري ورفاقه، وعمل من أجل تجسيدها مناضلون تونسيون وجزائريون منذ ما قبل الحرب العالمية الأولى. ومن مظاهرها إصدار محمد باش حانبة في جنيف مجلة المغرب وتأسيسه لجنة لتحرير تونس والجزائر سنة 1334هـ، 1916م، التي وجه باسمها برقية إلى مؤتمر فرساي فيما بعد. وفي السنة نفسها أسس أخوه علي باش حانبة في الآستانة لجنة لتحرير المغرب العربي إلى جانب منظمة لتنظيم فيلق من الجنود المغاربة الذين أسرتهم الجيوش العثمانية والألمانية قصد إعدادهم لخوض معركة تحرير مسلحة في تونس والجزائر. وقد سار مصالي الحاج على فكرة النضال نفسها على مستوى المغرب العربي في بداية عمله السياسي. ومع أن الحركة السياسية في الجزائر قد ألغت فكرة الإصلاح ضمن الحماية الفرنسية من برنامجها منذ سنة 1330هـ، 1912م، إلا أن فئة قليلة ظلت متشبثة بها، فقد بقيت فكرة الإدماج مسيطرة بين المثقفين الجزائريين إلى فترة ما قبل الحرب العالمية الثانية. ومن أشهر هؤلاء فرحات عباس وابن جلول والأخضري، ومعظمهم أعضاء في المجالس البلدية أو مجالس الوفود المالية أو موظفون بالإدارة. ففي سنة 1930م ألف هؤلاء اتحاد المنتخبين المسلمين بزعامة ابن جلول، وكان هدفه الأساسي الإدماج التدريجي تحت قيادة النخبة من المثقفين في الحياة الفرنسية وتحسين أحوال الجزائريين. وقد لقي هذا الاتجاه تشجيعًا كبيرًا من حكومة الجبهة الشعبية الفرنسية سنة 1355هـ، 1936م، وعندما وضع رئيس الحكومة ليون بلوم مع الوزير فيوليت مشروعًا (مشروع بلوم فيوليت)يقضي بمنح الجزائريين حق المواطنة الفرنسية تدريجيًا مع اتخاذ إجراءات احتياطية، أيدته جماعة الاتحاد، لكن البرلمان الفرنسي بعد سقوط حكومة بلوم رفض ذلك المشروع على الرغم من عدم توفره على الحد الأدنى من حقوق الشعب الجزائري. ولما يئس الإدماجيون بتعاقب الحكومات اليمينية على السلطة بفرنسا، سعوا للتكتل مع الاتجاهات الوطنية الأخرى.
ومن هذه الاتجاهات نذكر جماعة العلماء الذين كان لهم أثر مهم في إرساء القواعد النظرية لفكرة الوطنية الجزائرية القائمة على العروبة والإسلام. ففي سنة 1344هـ، 1926م أسس بعض الشيوخ العلماء نادي الترقي في مدينة الجزائر بقصد إحياء التراث العربي، وتركزت جهودهم على المحافظة على طهر العقيدة الإسلامية من الشوائب والبدع الدخيلة، ومقاومة الطرقية التي خدم عديد من زعمائها الاستعمار الفرنسي. ومن هنا اعتبرت حركة العلماء الجزائريين واحدة من حركات الإحياء السلفي، وقد كان لكثير من أعضائها اتصالات بالحركات الإصلاحية في المشرق العربي. فالشيخ الطيب العقبي مثلاً تلقى تعليمه بالحجاز وعمل زمنًا مع الملك عبد العزيز آل سعود. كما كان لكتابات الشيخ محمد عبده ورشيد رضا تأثير كبير في توجيه أفكارهم. وفي سنة 1350هـ، 1931م أسس العلماء الجزائريون بمدينة قسنطينة جمعية رسمية برئاسة الشيخ عبد الحميد بن باديس، وهو من خريجي جامع الزيتونة بتونس. وقام الطيب العقبي على نشر أفكار تلك الجمعية في إقليم الجزائر، والبشير الإبراهيمي في وهران الذي تولى رئاسة الجمعية بعد وفاة مؤسسها سنة 1358هـ، 1940م.
كان ابن باديس قد أصدر مجلة الشهاب ثم مجلة البصائر، وافتتحت الجمعية عددًا من المدارس وأرسلت البعثات إلى جامعات الزيتونة والأزهر والقرويين وإلى مدارس الشام والعراق، مما مهد لإحداث فروع لجامع الزيتونة ببعض المدن الجزائرية. وكان شعار الجمعية شعب الجزائر مسلم وللعروبة ينتسب. وطالبت هذه الجمعية في مؤتمرها التاسع بالاعتراف باللغة العربية لغة وطنية ومنح حرية الدين والعبادة وإعادة الأوقاف إلى الإدارة الإسلامية وتنظيم المحاكم الشرعية. وقد استقال الشيخ العقبي منها سنة 1356هـ، 1937م لأنها رفضت تجديد الولاء لفرنسا.
ومن هذه الحركات الوطنية حركة هيئة نجم شمال إفريقيا، التي أسسها مصالي الحاج بباريس سنة 1344هـ، 1925 ـ 1926م، وأصبح رئيسًا لها سنة 1345هـ، 1927م. 
وقد سيطر العمال الجزائريون على النجم. وتعرض النجم للحل من قِبَل الحكومة الفرنسية سنة 1929م، فانتقل للعمل السري. وعاد إلى الظهور من جديد سنة 1352هـ، 1933م، فعقد مؤتمرًا عامًا بفرنسا صدر عنه قرار مطول يتألف من قسمين: قسم أول طالب بالحريات الأساسية للجزائريين وبإلغاء جميع القوانين الاستثنائية وفي مقدمتها قانون السكان الأصليين، وبمساواة الجزائريين بالمستوطنين في التوظيف وتطبيق قوانين العمل وفي التعليم، مع جعل التعليم إلزاميًا وبالعربية، واعتبار اللغة العربية رسمية بالدوائر الحكومية. وقسم ثان نص على المطالبة بالاستقلال الكامل للجزائر وجلاء القوات الفرنسية، وتأليف جيش وطني وجمعية تأسيسية منتخبة تتولى وضع دستور للبلاد، وحكومة ثورية وطنية. كما نص على أن تملك الدولة جميع وسائل الإنتاج والمرافق العامة وإعادة الأراضي إلى الفلاحين الجزائريين، مع مساعدتهم بتقديم القروض لهم. وبذلك سبق نجم شمال إفريقيا، بحكم نشأته العمالية. وقد قابلت فرنسا تلك المطالب بحل النجم، فأعاد مصالي الحاج تكوينه في سنة 1934م باسم جديد هو الاتحاد الوطني لمسلمي شمال إفريقيا. لكن السلطات الفرنسية اعتبرته هيئة غير مشروعة وحكمت على مصالي الحاج بالسجن. بعد ذلك تعرف هذا الأخير في جنيف بسويسرا على الأمير شكيب أرسلان وتأثر به، مما جعله يعارض اقتراحات بلوم ـ فيوليت ويزيد في الاتصال بالحركة الإصلاحية الجزائرية. وعندما عاد مصالي الحاج إلى الجزائر في صيف 1355هـ، 1936م رأت حكومة الجبهة الشعبية الفرنسية في هذه الحركة منافسًا خطيرًا لها في أوساط الشباب الجزائري، فحلتها في 19 شوال 1356هـ، 2/1/1937م لتظهر من جديد بفرنسا في محرم 1357هـ، مارس 1937م باسم حزب الشعب الجزائري، الذي تعرض زعماؤه، بمن فيهم مصالي الحاج، للاعتقال والمحاكمة والسجن، وذلك بعد مشاركتهم في الانتخابات البلدية بالجزائر.
وتجدر الملاحظة بأن الاتجاهات المختلفة العاملة على الساحة الجزائرية بدأت تحاول التقارب فيما بينها بعد خيبة الأمل التي ألحقتها حكومة الجبهة الشعبية بالجزائريين. ولما نشبت الحرب العالمية الثانية وتولت حكومة المارشال فيليب بيتان الحكم في فرنسا، بعد توقيع الهدنة مع ألمانيا في جمادى الأولى 1359هـ، يونيو 1940م، سلكت مسلكًا عنصريًا تمثل في إبعاد العرب عن أي نشاط سياسي، وحكمت على مصالي الحاج سنة 1941م بالسجن ثم نفته إلى جنوب الجزائر. مما دفع الوطنيين الجزائريين للعمل على الاتصال بجند الحلفاء عندما نزلوا بالجزائر في 2/11/1361هـ، 11/11/1942م. وقد ظهر فرحات عباس في مقدمة الحركة الوطنية الجزائرية خلال السنوات الباقية للحرب 1942-1945م، وبدأ نشاطه عندما تقدم مع 22 من أعضاء مجالس الوفود المالية بعدد من المطالب إلى القيادة الأمريكية والسلطات الإدارية الفرنسية. ومع أن أصحاب العريضة حاولوا استرضاء تلك السلطات بتقديم مذكرة أخرى معتدلة فإنها تمسكت بموقفها الرافض للحوار، الأمر الذي جعلهم يصدرون بيانًا في 26/1/1362هـ، 2/2/1943م أصبحوا يعرفون به أصدقاء البيان. 
وقد بدأ البيان بسرد قائمة حساب عن الاحتلال الفرنسي وكيف أدى إلى تلك الحالة المحزنة من البؤس والجهل، وطالب بحياة وطنية ديمقراطية للجزائر. ثم أردف أصدقاء البيان بيانهم بملحق تضمن مقترحات تطالب بدولة جزائرية مستقلة استقلالاً ذاتيًا وانتخابات جمعية تأسيسية لوضع دستور لتلك الدولة، مع الإشارة إلى أن ذلك لا يحول دون تنظيم اتحاد لشمال إفريقيا مع المغرب وتونس. بيد أن الحاكم العام الفرنسي الجديد، الجنرال كاترو، رفض هذه المطالب جميعها، وحل الهيئات التي يشترك فيها الجزائريون، وفرض الإقامة الجبرية على فرحات عباس وغيره من الزعماء. وقد حاول الجنرال ديجول في تصريحه بمدينة قسنطينة في ذي الحجة 1362هـ، ديسمبر 1943م استرضاء الوطنيين، وأصبح ذلك أساسًا لقانون مارس 1944م الذي رفضته جماعة فرحات عباس، واشترك معها في رفضه جماعة العلماء ومصالي الحاج، مما هيأ لنجاح فرحات عباس في عقد مؤتمر شامل في 1364هـ، مارس 1945م حضرته الجماعات الثلاث بهدف توحيد الكفاح الوطني، الأمر الذي أثار المستوطنين، فردوا بمذبحة قسنطينة في جمادى الثانية 1365هـ، مايو 1945م، التي اشتركوا فيها مع الجيش الفرنسي في إبادة ما قدره الجزائريون بخمسة وأربعين ألف جزائري، وقدره الضباط الفرنسيون أنفسهم بما يتراوح بين ثمانية وعشرة آلاف ضحية. كما تلا المذبحة إعلان الأحكام العرفية وقبض على 4,500 من أعضاء الحركة الوطنية وزعمائها، فحكم على 90 منهم بالإعدام ونفذ فيهم، وعلى 64 بالأشغال الشاقة المؤبدة. وقد أنذرت هذه الأحداث الجزائريين بأن النضال السياسي لن يجدي كثيرًا، خاصة وأن الحكومات الفرنسية كانت أقل إدراكًا للتطور الذي شهده العالم بعد انتهاء الحرب العالمية الثانية. وقد أثبتت جميع الإجراءات التي اتخذت لمواجهة الحركة الوطنية الجزائرية تمسك فرنسا بالسيادة على الجزائر، ولم تخرج جميع الحلول الفرنسية عن هذا الاتجاه قبل مشروع ديجول لسنة 1959م. وحتى قانون 20/9/1947م، 16 ذي القعدة 1366هـ الذي يعتبره الفرنسيون حلاً وسطًا بين وجهة نظر اليمين المتطرف الذي يرغب في بقاء الوضع بالجزائر دون تغيير، وبين وجهة نظر اليسار الذي جعل الاندماج أساسًا لسياسته الجزائرية، مع تعبيره عن استعداده للقبول بجميع النتائج التي تترتب عن الإدماج الحقيقي، ومنها أن يكون للجزائر حق انتخاب خمسة أعضاء في مجلس النواب الفرنسي. إلا أن الحكومة الفرنسية لم تطبق هذا الحل. وقد أبطل الحاكم العام نيجيلين بعض الإجراءات الإصلاحية التي أدخلها سلفه شاتينيو، وأصبح تدخل الإدارة في الانتخابات الجزائرية مثلاً يضرب على التزييف. فجاءت انتخابات المجلس الجزائري (وهو صورة جديدة لمجلس الوفود المالية السابق) في عهد الحاكم العام المذكور بهزيمة ساحقة للحزبين الوطنيين الرئيسيين، حركة الانتصار للحريات الديمقراطية الذي يتزعمه مصالي الحاج، والاتحاد الديمقراطي لأنصار البيان الجزائري الذي يتزعمه فرحات عباس. وكذلك كان الحال في الانتخابات البرلمانية للدورة التشريعية الثانية سنة 1951م. الأمر الذي جعل الأحزاب الجزائرية تتفق على نبذ فكرة النضال عن طريق المؤسسات النيابية الفرنسية، وتحاول تأسيس جبهة وطنية. وقد نجحت في عقد مؤتمر بينها سنة 1951م، لكن خلافات ظهرت بين العناصر الرئيسية بخصوص المبادئ وطريقة تنظيم العمل من أجل استقلال الجزائر. وحينذاك شرع بعض أعضاء حركة الانتصار للحريات فعلاً في تشكيل قوة عسكرية سرية أسموها المنظمة الخاصة، كان من بين أعضائها أحمد بن بيلا وحسين آيت أحمد ومحمد خيضر، أخذت في جمع الأسلحة وقامت ببعض العمليات. وقد نجح فريق الشبان الذي سيطر على اللجنة المركزية للحركة في الدعوة لمؤتمر في صيف 1953م ببلجيكا، دعت فيه اللجنة إلى تحديد المبادئ السياسية للحزب بما فيها تنظيم دقيق لمراحل الكفاح من أجل الاستقلال التي ستنتهي بالثورة المسلحة.

### الثورة الجزائرية الكبرى
شهد الجزائريون سنة 1954م (1373- 1374هـ) كيف بدأ الكفاح المسلح في تونس والمغرب الأقصى يعطي ثماره. وقد قدر عدد الجزائريين العاملين بالجيش الفرنسي في تلك السنة بـ 160 ألفًا، شارك منهم عشرات الآلاف في حرب الهند الصينية، ورأوا بأنفسهم كيف حققت ثورة وطنية آسيوية نصرًا كاسحًا على الاستعمار الفرنسي. وكانت أوضاع الجزائريين في ظل الاستعمار تزداد سوءًا، بحيث قدرت الإحصائيات الرسمية عدد العاطلين منهم عن العمل ما بين 900 ألف ومليون ونصف المليون. وكان أكثر من خمسة ملايين فدان من أخصب الأراضي الزراعية الجزائرية بيد 21,659 مستوطن أوروبي، في حين كان 6,3 ملايين يعيشون على استثمار عشرة ملايين فدان فقط. ولم تكن المدارس لتستوعب أكثر من ثُمْن الأطفال الجزائريين الذين هم في سن الدراسة، وما كان يصل منهم إلى المرحلة الثانوية أكثر من العُشر. ولم يترك لأهل البلاد من الوظائف الإدارية سوى أربعة آلاف من مجموع 26 ألفًا. كل هذه الظروف هيأت التربة الصالحة لاحتضان ثورة ليلة الرابع من ربيع الأول 1374هـ (غرة نوفمبر 1954م) ونجاحها.
ففي أوائل سنة 1954م كانت قد تشكلت اللجنة الثورية للاتحاد والعمل من مجموعة شبان، كان معظمهم أعضاء في حركة الانتصار للحريات وعملوا في الجيش الفرنسي أثناء الحرب العالمية الثانية. منهم أحمد بن بيلا، وحسين آيت أحمد ومحمد بوضياف. وفي صيف السنة نفسها عقدت اللجنة مؤتمرًا سريًا بأوروبا الغربية، واتخذت قرارًا بإعلان الثورة. وفي ليلة الأول من نوفمبر نسق الوطنيون حوالي 30 هجومًا في جميع أنحاء الجزائر على أهداف عسكرية مختلفة ومراكز للشرطة. وتلا ذلك تكوين لجان ثورية متفرقة اندمجت جميعًا في هيئة واحدة باسم جبهة التحرير الوطني الجزائرية. وبلغت الثورة أوج قوتها من حيث امتداد سلطتها على أكبر رقعة من الأرض في سنة 1956م، كما امتد نشاطها إلى الأراضي الفرنسية نفسها منذ صيف 1958م. وقد سيطر القادة العسكريون على الجبهة في مرحلتها الأولى، إلى أن قرر مؤتمر الصومام، الذي انعقد داخل الجزائر في 20 أغسطس 1956م، إنشاء المجلس الوطني للثورة الجزائرية. فأصبح هذا المجلس يمثل أعلى جهاز بجبهة التحرير، يوجه سياسة الجبهة ويتخذ القرارات المتعلقة بمستقبل البلاد، وله وحده الحق في إصدار أمر وقف إطلاق النار، بالإضافة إلى لجنة التنسيق والتنفيذ التي أصبحت مسؤولة عن توجيه جميع فروع الثورة العسكرية والسياسية والدبلوماسية وإدارتها، وأصبح جميع القادة العسكريين والسياسيين القائمين بالنشاط الثوري مسؤولين بصورة مباشرة أمامها. ثم تقرر في مؤتمر طنجة في أبريل 1958م، بالاتفاق مع حكومتي تونس والمغرب، تأسيس الحكومة الجزائرية المؤقتة، وأعلن عن تكوينها فعلاً يوم 19 سبتمبر 1958م (5 ربيع الأول 1378هـ) برئاسة فرحات عباس. وقد تولى رئاستها بعده بن يوسف بن خدة في أغسطس 1961م (1381هـ). كما بعثت جبهة التحرير الاتحاد العام للعمال الجزائريين، واتحاد الطلاب الجزائريين، واتحاد التجار وصغار رجال الأعمال الوطنيين، وأصدرت مجلة عربية تتحدث باسمها تُدعى المجاهد الحر.
وقد ظلت الحكومة الفرنسية تحاول التقليل من أهمية الثورة حتى أبريل 1955م، حين أعلنت حالة الطوارئ بالجزائر لمدة ستة أشهر، منحت بمقتضاها السلطات الإدارية صلاحيات واسعة استثنائية، منها إنشاء محاكم عسكرية حلت محل المحاكم الجنائية. وقد اضطرت فرنسا إلى تجديد العمل بهذا القانون، لأن الثورة استمرت أكثر مما كانت تتوقع. وارتبط بها الأشخاص المولودون في الجزائر والمقيمون بالأراضي الفرنسية، وذلك سنة 1957م في عهد حكومة بورجيس مونوري، وقد أدى الجزائريون المقيمون بفرنسا دورًا مهمًا في الثورة من الناحية المالية. جربت فرنسا كل أساليب القمع، فزادت قواتها بالجزائر إلى ما يقارب نصف مليون رجل، وعزلت الجزائر بالأسلاك المكهربة عن تونس والمغرب لمنع المدد عن الثوار، وشاركت في حرب السويس ضد مصر سنة 1375هـ، 1956م لإجبار الحكومة المصرية كي تمتنع عن دعم ثوار الجزائر بالأسلحة والعتاد والدعم السياسي. لكن الثورة الجزائرية أصبحت، بعد مضي أربع سنوات، من الأهمية بحيث امتد أثرها إلى داخل فرنسا ذاتها. وتعد عودة ديجول إلى الحكم، وقيام الجمهورية الخامسة نتيجة مباشرة لفشل فرنسا في قمع الثورة. وقد تمهد السبيل للانقلاب بعد أن جرت الحرب الجزائرية الجيش للخوض في السياسة، وتم الانقلاب فعلاً في 13 مايو 1958م بقيادة فرقة المظلات. لكنه فشل، لأن أهداف القائمين به لم تكن واحدة. كما تمهد السبيل لكي تقبل الجمعية الوطنية، بأغلبية ساحقة. تولّى ديجول رئاسة الحكومة مع سلطات مطلقة خاصة بناء على طلبه. وقبل أن يعلن هذا الأخير عن مشروعه في 16 سبتمبر 1959م بخصوص السياسة الجزائرية، اتخذ عدة إجراءات تنم ضمنًا عن أنه كان يتجه إلى فكرة الإدماج. وكان ذلك المشروع يحتوي على الاعتراف بحق الجزائر في تقرير مصيرها حتى ولو أدى ذلك إلى الانفصال عن فرنسا، لكنه أحاط ذلك المبدأ بقيود وتحفظات جعلت المشروع في مجموعه غير مقبول بتاتًا من جبهة التحرير الجزائرية. وازدادت علاقات ديجول بالمستوطنين الفرنسيين سوءًا، وقاموا في مدينة الجزائر بأول حركة تمرد واسعة من 26 يناير إلى 2 فبراير 1960م. وتكتلت أحزاب اليمين في فرنسا باسم جبهة الجزائر الفرنسية برئاسة جورج بيدو، وقام أربعة من الجنرالات (سالان، وشال، وزيلر، وجوهو) بمحاولة انقلابية ضد الجمهورية الخامسة فيما بين 22 و26 إبريل 1961م لكنها قمعت. وعندما قام ديجول بزيارته للجزائر في 10 ديسمبر 1960م شعر بأن كل إجراء يتخذ بدون الاتفاق مع جبهة التحرير سيكون مآله الفشل الذريع.
وإزاء تصاعد الثورة الجزائرية، وعجز فرنسا عن القضاء عليها، ومناداة الرأي العام الفرنسي نفسه بالجلاء عن الجزائر، نتيجة لما جرته الحرب على الفرنسيين من خسائر بشرية واقتصادية بالغة الأهمية، بالإضافة إلى التأييد العالمي الذي لقيته القضية الجزائرية، والذي تجسد يوم 17 من ربيع الأول1380هـ الموافق 19 ديسمبر1960م في إقرار الجمعية العامة للأمم المتحدة توصية اللجنة السياسية القاضية بحق الجزائر في الاستقلال. كل هذه الأسباب دفعت فرنسا، بقيادة ديجول، للقبول بالتفاوض مع جبهة التحرير الوطني الجزائرية. فجرت مفاوضات إيفيان بين 6 و17 رمضان 1382هـ الموافق 10 و17 فبراير 1962م، التي تعثرت أول الأمر، لكنها أدت في النهاية إلى عقد اتفاقيات إفيان بين الطرفين قضى بوقف إطلاق النار، وقد جرى إثر ذلك استفتاء أبدى فيه الجزائريون رغبتهم الأكيدة في الاستقلال، فتم إعلان استقلال الجزائر في 25 من المحرم 1382هـ الموافق 27 من يونيو 1962م، واعترفت الدول به.

## عيد النصر والاستقلال
- كان فرحا عظيما، وسرورا كبيرا غمر نفوس الجزائريين بالاستقلال والنصر، فقد تحررت الجزائر من الاستعمار، ودخلت في عهدها الجديد، عهد الاستقلال والحرية، وبدأت في البناء والتشييد لسرح الدولة وكيانها.
- وأُسست الحكومة وهياكل الدولة، لما استقر الحال، ومن بينها وزارة المجاهدين، وهي مختصة في قضايا معطوبي جيش التحرير والشهداء الأبرار، وأزواجهم وعِيالهم المساكين، وكُلِّفت بالعدّ والإحصاء، ليس لحرب القرن وما يزيد من السنين، بل من الثورة الكبرى إلى سنة ألف وتسعمائة وإثنين وستين. لجَبْر ما كُسِرَ من نفوس سُكَّانِها وعُمَّارِها، والله يُخلِفُ ما أتْلَفَ النّاس، بالحق المُبين.
- فبني مَعْلم مقام الشهيد تخليدا لذكرى أبطال الجزائر الأخيار وشهدائها الأبرار.
- وأصدرت الجمهورية الجزائرية قانون المجاهد والشهيد، من بين نصوصه، تكريم المحاربين ونساء الشهداء، وكل المشاركين لجيش التحرير الوطني في ثورة التحرير، بمنحهم وسام جيش التحرير تقديرا وعرفانا لهم على صمودهم وصبرهم؛ في الحرب المُرَّة المَذَاق والتي قَلَصَت عن ساق.
- قصيدة: الشيخ الحاج محمد العنقة بعد الاستقلال

| نحمد ربي ونشكر عن هاذ الساعة السعيدة          |  | هجرنا من الظلم والكفر وسعينا روضة جديدة   |
| الحمد لله مابْقَاشْ استعمار في بلادنـــــــــا   |  | تكسر سيف الظلم في الحروب هلكوه الشجعان    |
| ضحت الرجال في الغِيُبْ والصحراء وجبالـنا         |  | تحيا الجزائر حرّة، يحياو الشبان            |
| نَبْدَا باسم الله نور القلوب لْسَاس ايمانـــــا    |  | صلاة الهادي شفيعنا سيّد بنو عدنان          |
| لله أكبر، سلاح المجاهدين سيادنــــــــــــــا |  | تَنْصُر جيش التحرير على الأعدى من فضل الرحمن |
| رَحـْمُّوا على الشهداء مْسَبْلِين لأجل وْطَانَّـــــــا   |  | اُكرمهم يارب بالقصور في جنّة رضوان          |
| أوضع الرحمة في القلوب يَتْرَبَاو أولادنـــــــا   |  | و المسلم معلوم بالعفو جاء في القرءان      |
| يا مواطن شهّد يا أخي فعل الزمـــــــــان       |  | الجزائر عربية بْيَض واخْضَر معروف علامنا      |
| فيه نجمة وهلال منورة رفدوه الشجعــــــان      |  | تونس شقيقتنا عزها ما يخطي من بالنا        |
| خدمت الواجبة شايعوه ناس البرلمـــــــــان     |  | طرابلس وليبيا مصر الحجاز واليمن           |
| الجزائر اعزيزة وغالية مفدية بْطالـــــنا       |  | الله يدوم أولادها رجال ونسوان             |
| مولاي الحسان الثاني في الحروب اكتابنا بن مولى |  | ادريس بن ادريس من الشرفة الاعيان          |
| الغرب الأقصى، شناقطة الصحاري والســودان       |  | بالوحدة والخدمة نغيروا من كانوا عديانا    |
| نهدموا سُورْ الحسد ونحاربوا نفوس الشيطـــان     |  | نتمناو النصر والنجاح للدولة ورياسنا       |
| و الخاين ملعون يستهل كِيَّة في النيـــــــران    |  | يالله يا أخواني للعمل نظام وإتقان         |

## انظر
- تاريخ الجزائر
- الثورة الجزائرية
- الجزائر قبل التاريخ